# Sweeter
Sweeter è il quarto album di Gavin DeGraw, pubblicato dall'etichetta discografica RCA Records il 20 settembre 2011. Definito da DeGraw l'album con un "suono più raffinato ma spigoloso solo più funky e più sexy rispetto agli album che ho fatto in passato".
L'album ha debuttato nella Billboard 200 all'ottavo posto, vendendo 34 000 copie nella prima settimana. È il secondo album dell'artista che ha venduto di più, essendo il suo primo album il migliore (2008), con un debutto al numero sette e con 66 000 copie vendute nella prima settimana.

## Tracce
1. Sweeter - 3:43
2. Not over you – 3:38
3. Run Every Time – 3:06
4. Soldier - 3:31
5. Candy - 4:38
6. You Know Where I'm At - 3:21
7. Stealing - 4:17
8. Radiation - 4:17
9. Where You Are - 4:21
10. Spell It Out - 4:09

### Charts
| Charts            | Peak Position |
| Billboard Hot 100 | 8             |
| ----------------- | ------------- |